# Estonia en los Juegos Paralímpicos de Barcelona 1992
Estonia estuvo representada en los Juegos Paralímpicos de Barcelona 1992 por seis deportistas, cuatro mujeres y dos hombres.

## Medallistas
El equipo paralímpico estonio obtuvo las siguientes medallas:
| Nombre        | Deporte   | Evento                  |
| ------------- | --------- | ----------------------- |
| Oro           |           |                         |
| —             |           |                         |
| Plata         |           |                         |
| Annely Ojastu | Atletismo | 100 m TS4 femenino      |
| Marge Kõrkjas | Natación  | 50 m libre B2 femenino  |
| Bronce        |           |                         |
| Marge Kõrkjas | Natación  | 100 m libre B2 femenino |